# Żelazno (województwo warmińsko-mazurskie)
Żelazno (niem. Seelesen) – osada w Polsce położona w województwie warmińsko-mazurskim, w powiecie nidzickim, w gminie Nidzica. W latach 1975–1998 miejscowość administracyjnie należała do województwa olsztyńskiego.
W miejscowości działało Państwowe Gospodarstwo Rolne Żelazno. W 1992 jako Państwowe Przedsiębiorstwo Gospodarki Rolnej Żelazno.
W czasach krzyżackich wieś pojawia się w dokumentach w roku 1351, podlegała pod komturię w Olsztynku. .
Inne miejscowości o nazwie Żelazno: Żelazno, Żelazna, Żelazów.